# Mecopisthes crassirostris
Mecopisthes crassirostris is een spinnensoort in de taxonomische indeling van de hangmatspinnen (Linyphiidae).
Het dier behoort tot het geslacht Mecopisthes. De wetenschappelijke naam van de soort werd voor het eerst geldig gepubliceerd in 1884 door Eugène Simon.